# Kassák Lajos emlékezete Erdélyben
Kassák Lajos emlékezete Erdélyben (1918-1980). Kassák Lajos (1887–1967) költői, tanulmányírói és irodalom-művészetszervezői tevékenysége a romániai magyar avantgárd kibontakozásában és fejlődésében lényeges szerepet játszott.
Kassák közvetlen kapcsolata erdélyi írókkal és művészekkel már az első világháború éveitől nyomon követhető folyóiratának, a Mának hasábjain (Mattis Teutsch János grafikái, Kahána Mózes, Reiter Róbert versei). A romániai magyar avantgárd induló folyóiratai (Genius, Periszkop, Napkelet) párhuzamosan a román avantgárd Contimporanullal, amely 1925-ben Kassák, Nádass József és Tamás Aladár verseit, cikkeit közölte, valamint e korszak több jelentős alkotója, alkotása (Bartalis János és Szentimrei Jenő költészete, Szilágyi András regénye, az Új pásztor) mutatják Kassák hatását.

## Kassák és a Korunk
Külön – bár e kezdetekkel összefüggő – fejezet Kassák és a Korunk kapcsolata (beleértve a két szerkesztő, Dienes László és Gaál Gábor személyi kapcsolatát is Kassákkal, aminek hű tükre levelezésük). A munkatársi viszony változó: a teljesnek látszó egyetértéstől és együttműködéstől az éles konfliktusig hullámzott.
1926-ban, Dienes folyóiratának 2. számában olvasható Kassák aktivista-konstruktivista programja Az új művészet él! cím alatt. A tanulmány önálló kiadványként is megjelent a Korunk Könyvtára sorozatában. További jelentkezései a Korunkban ugyancsak az "Éljünk a mi időnkben" szellemét képviselik, a "szép" felfogásának átalakulását, gyakorlati-társadalmi vonatkozásait emelik ki: "egy tökéletesen megépített gép vagy tökéletesen megszerkesztett vers" szépsége mellett tesznek hitet. Ebben a szakaszban Kassák otthon érezhette magát a folyóiratban; lapjairól (Dokumentum, Munka), könyveiről (Tisztaság könyve) méltatást közöltek.
Igaz, az avantgárdon és a munkásmozgalmon belüli viták előszelét már ekkor érezni Hevesy Iván kritikájában (1926) és Fábry Zoltán cikkében (1927), Dienes azonban igyekszik tompítani az ellentéteket. Kassák 1928-ban "képarchitektúra" szellemű, konstruktivista borítólapot készített Dienesnek, amely már Gaál Gábor szerkesztése idején, 1929 elején (négy számon át) megjelenítette a kolozsvári folyóiratot. Gaál ugyancsak ellenezte a szektaharcot, 1930-ban azonban engedett a Gergely Sándorék felől jövő nyomásnak (ebbe saját korábbi személyes konfliktusa is belejátszhatott, amelyről Kassák az Egy ember élete c. önéletrajzi regénye VII. kötetében éles megfogalmazásban szólt).
Fábry cikkei után 1931 szeptemberében József Attila igaztalanul szigorú, megsemmisítő kritikája jelent meg a Korunkban a 35 versről. A Korunk-munkatársak és Kassák közti vita egyes cikkekben – mindkét részről – durva személyeskedésekig ment el. 1929 után sem tanulmányt, sem szépirodalmi művet nem olvashatunk Kassáktól a folyóiratban. (Ez utóbbi kategóriát mindössze egy regényrészlet képviselte 1929-ben: a Marika énekelj.)

## 1930-as évek
A Kassák-jelenség iránti érdeklődés az 1930-as évek romániai magyar irodalmának más rétegeiben is jelen volt: az Erdélyi Fiatalok ifjúsági szemináriumában 1931-ben Csákány Béla tartott jól dokumentált előadást az íróról, a Mesteremberek c. híres Kassák-verset pedig az 1930-as években pódiumról adták elő a romániai szakszervezetek ifjúmunkás kórusai.

## 1960-as évek
Hosszabb megszakítás után Kassák költészetének hatását az 1960-as évektől érezni ismét a romániai magyar irodalomban. Méliusz József poémái, Lászlóffy Aladár és Király László költeményei a kassáki verseszmény időtálló voltát igazolták. A Korunk 1967 márciusában Méliusz József színes lírai visszaemlékezésével (Méliusz József két nevezetes találkozása Kassák Lajossal) üdvözölte a 80 éves költőt.

## Kassák grafikája és kötetei
A grafikában Heim András követte Kassák képarchitektúráinak szellemét és formáját. A Kassák-művek újra kiadása széles olvasóréteghez juttatta el a század eleji avantgárd termékeit, valamint az öregkori, már-már klasszikusan lehiggadt költői alkotásokat. A romániai kiadók a Tanulók Könyvtárában megjelent antológiák (Föld, csillag; Nagy tél után) mellett önálló kötetekben népszerűsítették Kassák irodalmi hagyatékát (Kassák Lajos legszebb versei, Méliusz József előszavával, 1968); Válogatott versek, Ágoston Vilmos utószavával, 1983).

## Kassák tanulmányok
A bukaresti egykori avantgárd folyóirat, a Contimporanul (1915–1926) korai példamutatását követően Petre Pascu tolmácsolásában Averea și colecția mea de arme címmel kötetben is eljutottak Kassák versei a román olvasóhoz (Neagu Rădulescu Kassák-portréjával, Kolozsvár, 1980). Művészetszervező és esztétikai munkásságával foglalkozott Kántor Lajos Kép, világkép c. kötetében (1977) és Mezei József Kép, világkép – világnézet címmel a Kriterion Képzőművészeti írások c. gyűjteményes kötetében (1983).